# Stemodiopsis
Stemodiopsis là một chi thực vật có hoa thuộc họ Linderniaceae.

## Phân bố
Các loài trong chi này là bản địa châu Phi đại lục.

## Các loài
- Stemodiopsis buchananii Skan, 1906: Kenya, Malawi, Mozambique, Somalia, nam Sudan, Tanzania, Zambia, Zimbabwe.
- Stemodiopsis eylesii S.Moore, 1908: Bắc Zimbabwe.
- Stemodiopsis glandulosa Philcox, 1990: Zambia.
- Stemodiopsis linearis S.Moore, 1911: Nam Cộng hòa Dân chủ Congo.
- Stemodiopsis rivae Engl., 1897 (đồng nghĩa: S. humilis Skan, 1906): Tây châu Phi: Cameroon, Nigeria. Đông và nam châu Phi: Burundi, nam Ethiopia, Kenya, Malawi, Mozambique,  các tỉnh bắc Nam Phi, Sudan, Eswatini (Swaziland), Tanzania, Uganda, Zambia, Zimbabwe.
- Stemodiopsis ruandensis Eb.Fisch., 1997: Rwanda.

## Chuyển đi
Hai loài ở Madagascar trước đây xếp trong chi này hiện nay được chuyển sang chi Nesogenes của họ Orobanchaceae. Chúng bao gồm:
- Stemodiopsis madagascariensis Bonati, 1923 (đồng nghĩa: S. glomeratus Bonati, 1923; S. scutellarioides Bonati, 1923) = Nesogenes madagascariensis (Bonati) Marais, 1983
- Stemodiopsis perrieri Bonati, 1923 = Nesogenes tenuis (Benth.) Marais, 1981